# Thomas Imbusch
Thomas Imbusch (* 1987 in Friesoythe) ist ein deutscher Koch.

## Werdegang
Imbusch kochte im Park Restaurant in Bremen, im Victor's Fine Dining bei Christian Bau in Perl-Nennig (drei Michelinsterne) und dann im Off-Club in Hamburg.
Seit August 2018 ist er Küchenchef und Inhaber des 100/200 in Hamburg. Der Name bezieht sich darauf, dass bei 100 bis 200 Grad auf dem französischen Molteni-Herd die Gerichte entstehen. Seine Frau Sophie Lehmann ist hier Sommelière. Das Restaurant wurde 2019 mit einem Michelinstern und 2022 mit zwei Michelinsternen ausgezeichnet.
Bei der Wahl seiner Lebensmittel richtet sich Imbusch streng nach dem Angebot der Natur. Eine Anpassung des Mahls ist nicht möglich: „Es wird gegessen, was auf den Tisch kommt!“

## Auszeichnungen
- 2019: Ein Michelinstern für das Restaurant 100/200 in Hamburg[1]
- 2021: Aufsteiger des Jahres, "Unsere Lieblinge" der Frankfurter Allgemeinen Sonntagszeitung[1]
- 2022: Zwei Michelinsterne für das Restaurant 100/200 in Hamburg[4]